# Red Creek Fir
Als Red Creek Fir ist in Kanada die gemessen am Volumen größte Douglasie der Welt bekannt. Sie steht auf Vancouver Island, östlich von Port Renfrew. Der fast 74 m hohe Baum, der einen Durchmesser von 4,2 m und einen Umfang von 13,28 m aufweist, wird auf weit mehr als 1000 Jahre geschätzt. Im MacMillan Provincial Park soll eine Douglasie stehen, die beinahe 85 m hoch ist, jedoch deutlich schlanker. Aus historischen Dokumenten geht hervor, dass Douglasien bis zu 120 m hoch wurden.

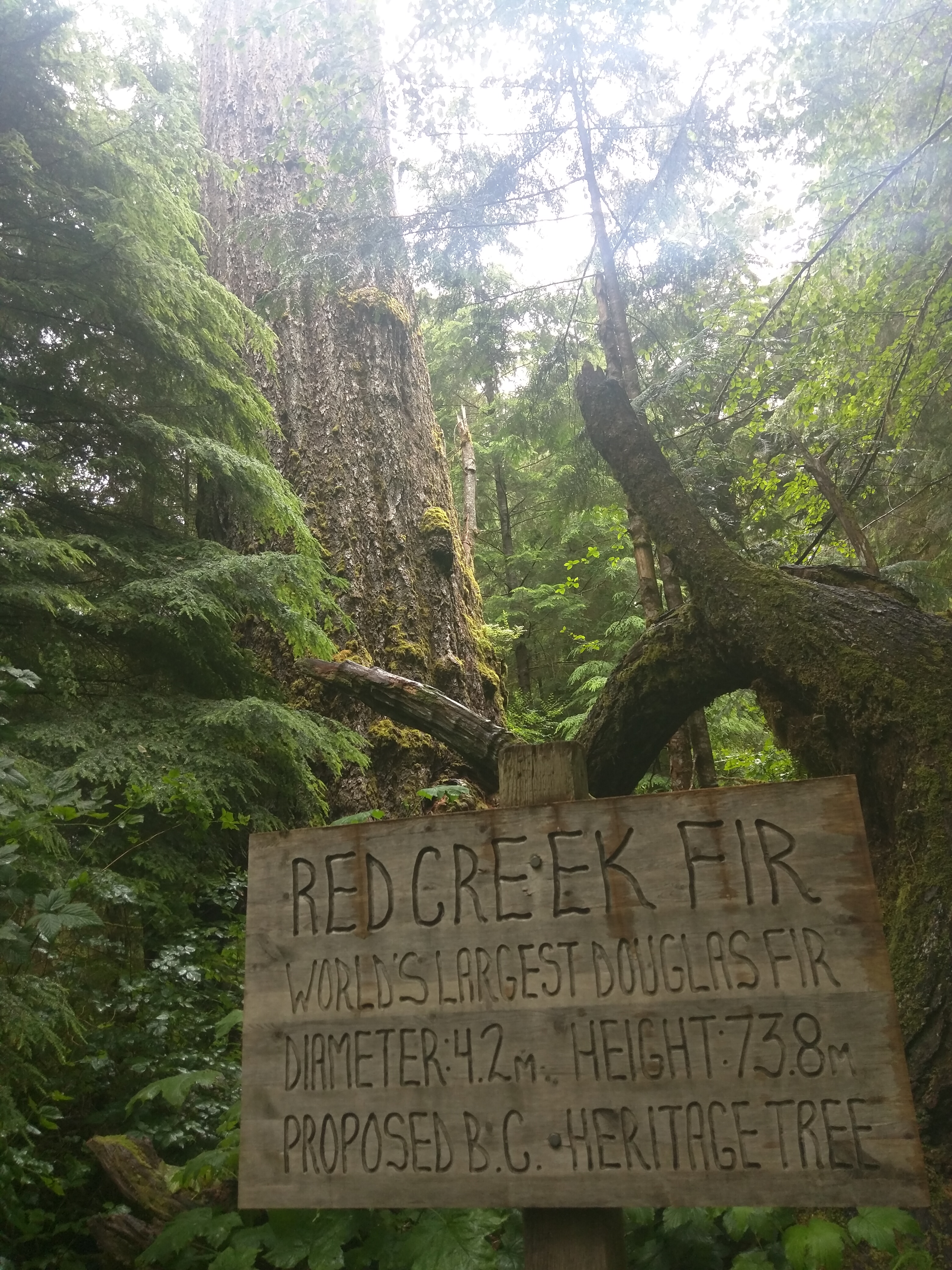
Ein Holzschild vor dem Riesenbaum nennt die Maße

Seit den 1990er Jahren gab es Kampagnen gegen das großflächige Fällen von Bäumen (Logging) im Westen Kanadas, sogenannte anti-logging campaigns, in deren Verlauf sich Protestierende an die Bäume ketteten. Dies geschah auch im nahe gelegenen Carmanah-Tal nördlich von Port Renfrew. 1990 entschädigte die Provinz British Columbia dem Holzkonzern MacMillan Bloedel mit 83,75 Millionen Dollar für das Ende der Holzfällerei in einem Gebiet, aus dem noch im selben Jahr der Carmanah Walbran Provincial Park hervorging. Ähnliche Proteste gab es bei Tofino, wo im Clayoquot Sound gefällt werden sollte, eine Auseinandersetzung, die in Kanada als War in the Woods bekannt wurde. In dessen Verlauf kam es zu 800 Verhaftungen. 1995 wurde der Sound unter Schutz gestellt. Seit 2000 ist er ein Biosphärenreservat. Der dortige Pacific Rim National Park, so der Vorschlag, sollte zukünftig die Red Creek Fir mit einschließen, so dass auch die umgebenden Bäume vor den Holzfällern geschützt wären. Eine der treibenden Kräfte für den Schutz der Riesenbäume war Dr. Al Carder (* 1910), der im Alter von 104 Jahren eine Auszeichnung der Ancient Forest Alliance erhielt.
Port Renfrew, jahrzehntelang von der Holzfällerei abhängig, nennt sich seit den späten 1990er Jahren „Canada’s Tall Tree Capital“. Der Ort brachte eine Karte zu den größten Bäumen der Umgebung heraus, denn dort stehen noch andere Riesen, wie die San Juan Spruce, Kanadas höchste Sitka-Fichte, The Carmanah Giant, Kanadas höchster Baum, der auch nur 2 km abseits vom West Coast Trail steht, oder Big Lonely Doug, eine 66 m hohe Douglasie. Der Tourismus ermöglichte eine schnelle wirtschaftliche Erholung des Ortes. Die Pacheedaht First Nation konnte nach zwanzig Jahren wieder eine Tankstelle errichten, wie sich insgesamt die Infrastruktur von den schweren Rückschlägen seit 1990 erholte.
Im Mai 2012 forderte die BC Chamber of Commerce, die 36.000 Unternehmen in der Provinz vertritt, die Unterschutzstellung der verbliebenen alten Baumbestände (old-growth), um die touristische Ressource stärker zu nutzen. Bis 2016 verdoppelte sich die Zahl der Besucher in Port Renfrew. Die Ancient Forest Alliance setzte im Februar den Schutz einer 40 ha großen Old Growth Management Area durch, bekannt als Avatar Grove. Seither entstanden hölzerne Wegekonstruktionen, um die Folgen des Besuchs Tausender Touristen zu mindern. Die Holzfällerei in den Nachbarregionen ging allerdings weiter.